# Велика Млинска
Велика Млинска (хрв. Velika Mlinska) је насељено место у саставу општине Велика Трновитица, Бјеловарско-билогорска жупанија, Хрватска.

## Историја
До територијалне реорганизације у Хрватској била је у саставу старе општине Гарешница.

## Становништво
У попису становништва из 2011. године, Велика Млинска је имала 129 становника.
| Број становника према пописима | Број становника према пописима | Број становника према пописима | Број становника према пописима | Број становника према пописима | Број становника према пописима | Број становника према пописима | Број становника према пописима | Број становника према пописима | Број становника према пописима | Број становника према пописима | Број становника према пописима | Број становника према пописима | Број становника према пописима | Број становника према пописима | Број становника према пописима |
| ------------------------------ | ------------------------------ | ------------------------------ | ------------------------------ | ------------------------------ | ------------------------------ | ------------------------------ | ------------------------------ | ------------------------------ | ------------------------------ | ------------------------------ | ------------------------------ | ------------------------------ | ------------------------------ | ------------------------------ | ------------------------------ |
| 1857                           | 1869                           | 1880                           | 1890                           | 1900                           | 1910                           | 1921                           | 1931                           | 1948                           | 1953                           | 1961                           | 1971                           | 1981                           | 1991                           | 2001                           | 2011                           |
| 510                            | 413                            | 428                            | 679                            | 451                            | 770                            | 811                            | 749                            | 411                            | 348                            | 300                            | 228                            | 171                            | 156                            | 157                            | 129                            |

Напомена: Насеље Велика Млинска исказује се 1900. и од 1948. надаље. Од 1857. до 1890. и од 1910. до 1931. исказивано је насеље по имену Млинска. Садржи податке за то некадашње насеље у наведеном периоду.

### Попис1991.
У попису становништва из 1991. године, Велика Млинска је имала 156 становника, следећег националног састава:
| Попис 1991.‍  | Попис 1991.‍  | Попис 1991.‍ | Попис 1991.‍ | Попис 1991.‍ |
| ------------ | ------------ | ----------- | ----------- | ----------- |
|              |              |             |             |             |
| Хрвати       | Хрвати       |             | 104         | 66,66%      |
| Срби         | Срби         |             | 32          | 20,51%      |
| Југословени  | Југословени  |             | 15          | 9,61%       |
| Чеси         | Чеси         |             | 2           | 1,28%       |
| Црногорци    | Црногорци    |             | 1           | 0,64%       |
| Мађари       | Мађари       |             | 1           | 0,64%       |
| неопредељени | неопредељени |             | 1           | 0,64%       |
| укупно: 156  |              |             |             |             |

### Попис1910.
| Велика Млинска                                                                                                  | Велика Млинска |
| --- | --- |
| језик | вера |
| укупно: 770 Немачки 295 (38,31%) Српски 265 (34,41%) Хрватски 164 (21,29%) Мађарски 24 (3,11%) Чешки 22 (2,85%) | <div style="border:solid transparent;position:absolute;width:100px;line-height:0; укупно: 770 Лутерани 289 (37,53%) Православци 265 (34,41%) Римокатолици 212 (27,53%) Калвинисти 4 (0,51%) - (-%) |

Напомена: Приказано заједно са насељем Мала Млинска.